# Allum
Allum is een verdwenen nederzetting op Terschelling waarvan de naam voorkomt in enkele middeleeuwse geschriften. Voor zover bekend moet de nederzetting gelegen hebben ten zuiden van Hee op Terschelling, provincie Friesland (Nederland), in het gebied van de huidige Waddenzee. Vermoed wordt dat het lag op een inmiddels verdwenen buitendijks gebiedje, dat de naam de Oele droeg. In deze omgeving is nog steeds de veldnaam Allumer finne bekend. Allum bestond in 1630 al niet meer.